# Laetesia egregia
Laetesia egregia är en spindelart som beskrevs av Simon 1908. Laetesia egregia ingår i släktet Laetesia och familjen täckvävarspindlar.
Artens utbredningsområde är Western Australia. Inga underarter finns listade i Catalogue of Life.